# Sultānpur Lodhi
Sultānpur Lodhi är en ort i Indien.   Den ligger i distriktet Kapurthala och delstaten Punjab, i den norra delen av landet, 300 km nordväst om huvudstaden New Delhi. Sultānpur Lodhi ligger 217 meter över havet och antalet invånare är 16 344.
Terrängen runt Sultānpur Lodhi är mycket platt. Runt Sultānpur Lodhi är det tätbefolkat, med 397 invånare per kvadratkilometer. Sultānpur Lodhi är det största samhället i trakten. Trakten runt Sultānpur Lodhi består till största delen av jordbruksmark.